# 塙昭彦
塙 昭彦（はなわ あきひこ、1942年（昭和17年）2月12日 - 2018年7月12日）は、日本の企業家。デニーズジャパン社長。

## 略歴
- 茨城県立古河第一高等学校卒業
- 1964年、青山学院大学経済学部卒業後[4]、ツルヤフルーツに就職するも、1966年に退職。
- 1967年8月に、イトーヨーカ堂（現セブン&アイ・ホールディングス）入社。経営政策室付総括マネジャー、取締役、常務取締役、専務取締役、専務取締役中国室長、専務執行役員を歴任。
- 2007年5月にセブン&アイ・フードシステムズ代表取締役社長、デニーズジャパン代表取締役社長に就任した。
- 2018年7月12日、入院先の横浜市内の病院で肺疾患のため、死亡[2]。76歳没[2]。

## 著書
- 「人生、すべて当たりくじ!」PHP研究所、2008

## その他
- イトーヨーカ堂労働組合結成の発起人である。
- イトーヨーカ堂が中国進出した際の功労者。
- 女子バレーボール部（イトーヨーカドープリオール）オーナー兼部長兼総監督も務めていた。